# Istoria matematicii

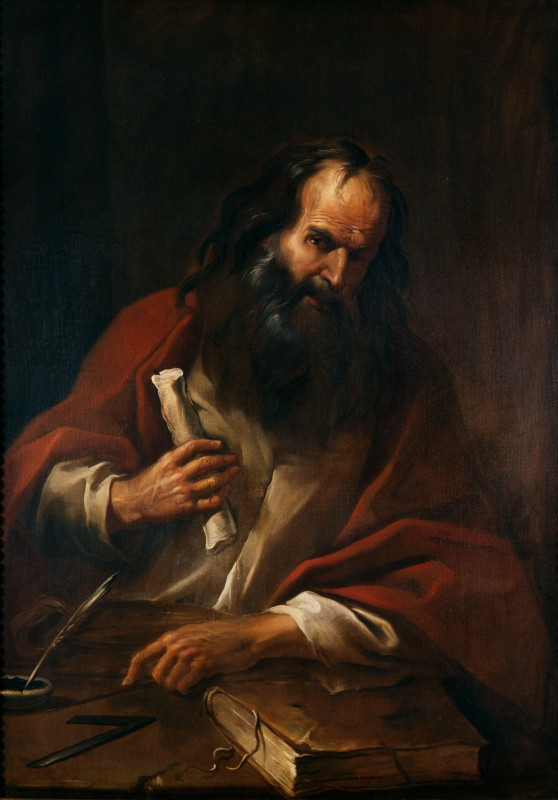
Pictură de reprezentând pe matematicianul și filozoful grec Euclid

Istoria matematicii este un domeniu de studiu preocupat în primul rând de originea descoperirilor în matematică. Ea permite evidențierea unei trăsături clare a spiritului matematic și anume tendința continuă de simplificare și abstractizare.
Dezvoltarea matematicii ca bagaj de cunoștințe transmise de-a lungul generațiilor în primele ere ale civilizațiilor este legată strict de aplicațiile sale concrete: comerțul, gestiunea recoltelor, măsurarea suprafețelor, predicția evenimentelor astronomice și, câteodată, de ritualurile religioase. Aceste nevoi au dus la împărțirea matematicii în ramuri ce se ocupau cu studiul cantității, structurii și spațiului.

## Preistorie
Numărul este una dintre cele mai simple noțiuni abstracte; este abstractă deoarece un număr nu poate fi evidențiat de un obiect material; există numai semne convenționale care îl exprimă.
În perioada 30.000 - 20.000 î.Hr., în Europa centrală și în Franța, popoarele din paleolitic încep să folosească crestăturile pe oase de animale, pe fildeș și pe pietre pentru a înregistra numerele. De exemplu, pe un os de lup din această perioadă sunt 55 de crestături aranjate în grupe de câte 5.
Datorită dezvoltării relațiilor interumane și intertribale și, nu în ultimul rând, a primelor sisteme de scriere (însemnările făcute pe pereții peșterilor sub forma unor imagini care exprimau, atât trăiri în tărâmul real, dar și în cel oniric și, din ce în ce mai mult, pe tărâmul ideilor), a apărut treptat noțiunea de „număr” și sub formă abstractă.
Relațiile comerciale s-au dezvoltat odată cu evoluția spiritului uman; în același timp, numărul a început să fie din ce în ce mai prezent în viața oamenilor și, în cele din urmă, indispensabil unei existențe umane așa cum am început s-o conștientizăm ca omenire în urmă cu 5.000 de ani, de când datează urmele primelor state care au apărut în lume.
De asemenea, au apărut operațiile: adunarea, scăderea, înmulțirea și împărțirea, care a pus probleme oamenilor învățați până în timpul Renașterii, când s-a dezvoltat metoda modernă de împărțire, numită metoda șahului, deoarece a fost inspirată de unele mișcări pe tabla de șah.
Cel mai vechi obiect care dovedește existența unei metode de calcul este osul din Ishango, descoperit de arheologul belgian Jean de Heinzelin de Braucourt în regiunea Ishango din Republica Democrată Congo, care datează din 20.000 î.Hr.

## Antichitatea
Unele din primele descoperiri matematice țin de extragerea rădăcinii pătrate, a rădăcinii cubice, rezolvarea unor ecuații polinomiale, trigonometrie, fracții, aritmetica numerelor naturale etc. Acestea au apărut în cadrul civilizațiilor akkadiene, babiloniene, egiptene, chineze și civilizațiile de pe valea Indului.
Cele mai vechi documente cu relevanță directă pentru istoria matematicii sunt câteva papirusuri egiptene conținând probleme rezolvate și un mare număr de cărămizi caldeene, parțial descifrate, cu conținut similar papirusurilor egiptene. Aceste papirusuri și cărămizi au o vechime de aproximativ 4000 de ani.:pp 9-10 Problemele abordate în aceste documente au un caracter aplicativ și evidențiază un nivel ridicat al cunoașterii noțiunilor de aritmetică și geometrie. Răspunsul este dat cu o succintă indicație  de rezolvare sau chiar fără indicație de rezolvare.:pp 9-10 Aceste documente aveau scop didactic reprezentând îndreptare elementare pentru școli, în care învățarea era pe de rost, fapt atestat de lipsa expunerii modului de obținere al indicațiilor prezentate. Este probabil ca egiptenii să fi folosit raționamente abstracte,:pp 9 unele rezultate neputând fi obținute pur empiric, de exemplu volumul trunchiului de piramidă. Expunerea cunoștințelor se făcea, de preferință, sub forma unor probleme concrete și nu sub formă de reguli generale. Problemele considerate tipice trebuiau să fie memorate. Rar se dădea vreo explicație care să reprezinte nucleul incipient al unei demonstrații. 
Matematica egipteană și babiloniană erau puse în serviciul cerințelor imediate ale practicii, însă conținea primii germeni ai metodelor teoretice abstract-generalizatoare ale gândirii matematice. Acești muguri nu se prea puteau dezvolta mai mult într-un sistem de noțiuni în contextul social al societății sclavagiste de atunci în care predomina preocuparea utilitaristă pentru măsurarea terenurilor și strângerea impozitelor de către micii funcționari formați în acest scop. La egipteni și caldeeni știința avea în plus un caracter mistic și un mecanism necunoscut de practicanții ei. Adevărul era găsit prin dibuire.
La început matematica greacă antică nu era principial diferită de cea egipteană sau babiloniană.
Însă în Grecia antică, matematica și îndeosebi geometria, influențată de nivelul cunoașterii anterioare aduse din Egipt și Mesopotamia și de specificațiile filosofice, generează un grad mai mare de abstractizare si teoretizare devenind un sector al cunoașterii bazate pe raționament logic cu ocazia introducerii folosirii sistematice a demonstrației valorii de adevăr a propozițiilor matematice pornind de la anumite propoziții prime admise fără demonstrație.:pp 26
Începând cu secolul al 7-lea î.Hr. grecii nu se mai mulțumeau cu aspectul practic-utilitarist al noțiunilor matematice ci cercetau sistematic motivarea teoretică a metodelor de rezolvare. Introducerea demonstrației permitea generalizarea rezultatelor particulare și obținerea unor consecințe noi, definirea noțiunilor devenea mai precisă iar rigurozitatea raționamentelor creștea.:pp 10
În școala filosofică a lui Platon se dădea o importanță deosebită definițiilor precise ale noțiunilor și metodei locurilor geometrice. Începând de acum s-a accentuat importanța construcțiilor geometrice.
În secolul al III-lea î.Hr., Elementele lui Euclid rezumă și sistematizează cunoștințele matematice ale Greciei antice din punct de vedere al construirii unui sistem deductiv prin aplicarea consecventă a procedurilor logice evidențiate de Aristotel.

## Evul Mediu

### Spațiul islamic medieval

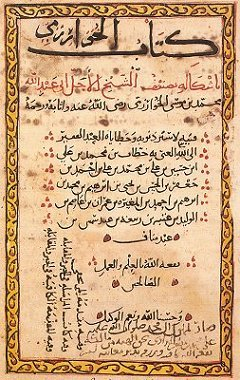
O pagină a tratatului lui Al-Khwarizmi

Civilizația islamică a permis conservarea moștenirii grecești și reunirea ei cu descoperirile din China și India, mai ales în ceea ce privește sistemele de numerație. Matematica din spațiul cultural arab era o sinteză între preocuparea rezolvării problemelor din viața practică și efortul gândirii teoretice, prelungire a spiritului elen.:pp 105
Domeniile trigonometriei (prin introducerea funcțiilor trigonometrice) și aritmeticii cunosc o dezvoltare deosebită. De asemenea, în această perioadă sunt inventate și combinatorica, analiza numerică și algebra liniară.
Matematicienii europeni au preluat și dezvoltat lucrările gânditorilor din țările Islamului. De exemplu lucrările de trigonometrie ale lui Regiomontanus s-au bazat pe studiul operelor lui Al-Battani sau Al-Tusi.

### Europa medievală
La începutul Evului Mediu nu existau stimulente pentru preocupări științifice legate de matematică și științele naturii. Oamenii în viața cotidiană se limitau la un minim de cunoaștere direct utilizabilă legate de operații elementare cu numere întregi și fracții și măsurarea celor mai simple figuri geometrice.
Pentru problemele apărute din practică, de altfel un ansamblu îngust de probleme, matematica cunoscută era considerată suficientă la nivel simplu, iar textele matematice conțineau expuneri dogmatice, cu reguli simple, de învățat mecanic deoarece literatura medievală era adresată îndeosebi practicienilor cum ar fi comercianții care nu erau interesați de un nivel teoretic mai avansat.:pp 108
Învățământul de un nivel mai avansat era organizat cel mult ca un cenaclu in jurul unui prinț care binevoia să asigure întreținerea materială a oamenilor cultivați. În secolul al IV-lea e.n. existau universități in Bizanț ca cea din Constantinopol, generalizată ulterior și în alte centre în care se studiau aritmetica, geometria, muzica și astronomia, așa-numitul cvadriviu. Aceste universități au format unii matematicieni fără a se intenționa această formare. În general oamenii de cultură erau autodidacți și nu existau titluri academice:pp 108, nici specializări stricte, oamenii de cultură activau în mai multe sectoare, ocupându-se și de matematică, și de fizică și filosofie:pp 107.
Odată cu inventarea tiparului printre primele cărți tipărite este inclusă și o aritmetică anonimă, din 1475 Trento:pp 109.

## Renașterea
Câteva secole înainte de Renaștere matematica are doar un statut de disciplină auxiliară pe lângă unele catedre, neexistând profesori care să predea exclusiv matematică.
În timpul Renașterii, o parte din textele arabe sunt studiate și traduse în latină. Cercetarea matematică se concentrează în Europa. Calculul algebric se dezvoltă ca urmare a lucrărilor lui François Viète și René Descartes. Newton și Leibniz au inventat, independent, calculul infinitezimal.

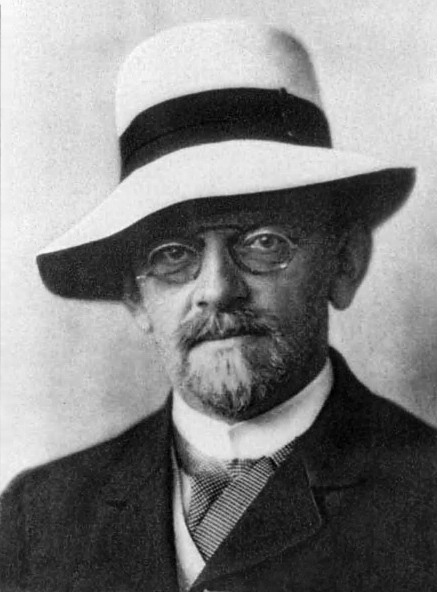
David Hilbert

În secolul al XVIII-lea și secolul al XIX-lea, matematica cunoaște o nouă perioadă de dezvoltare intensă, cu studiul sistematic al structurilor algebrice, începând cu grupurile (Évariste Galois) și inelele (concept introdus de Richard Dedekind).

## Epoca modernă și contemporană
În secolul al XIX-lea, David Hilbert și Georg Cantor dezvoltă o teorie axiomatică asupra căutării fundamentelor matematicii. Această dezvoltare a axiomaticii va conduce în secolul al XX-lea la definirea întregii matematici cu ajutorul unui singur limbaj: logica matematică.
Secolul XX a fost martorul unei specializări a domeniilor matematicii, a nașterii și dezvoltării a numeroase ramuri noi, cum ar fi: teorie spectrală, topologii algebrice sau geometrie algebrică. Informatica a avut un puternic impact asupra cercetării. Pe de o parte, a facilitat comunicarea între cercetători și răspândirea descoperirilor, pe de alta, a oferit o unealtă foarte puternică pentru testarea teoriilor.
Matematica devine în prezent tot mai mult un auxiliar universal al celorlalte științe.

## Matematica în România
În România, mulți elevi sunt medaliați la diverse ediții ale Olimpiadei Internaționale de Matematică.
Printre fondatorii școlii matematice române se numără Spiru Haret, Gheorghe Lazăr, Simion Stoilow, Petrache Poenaru, Emanoil Bacaloglu, Traian Lalescu, Gheorghe Țițeica, Gheorghe Vrânceanu, Octav Onicescu, Gheorghe Mihoc, Grigore Moisil, Alexandru Myller, Tiberiu Popoviciu.